# 林辺郷

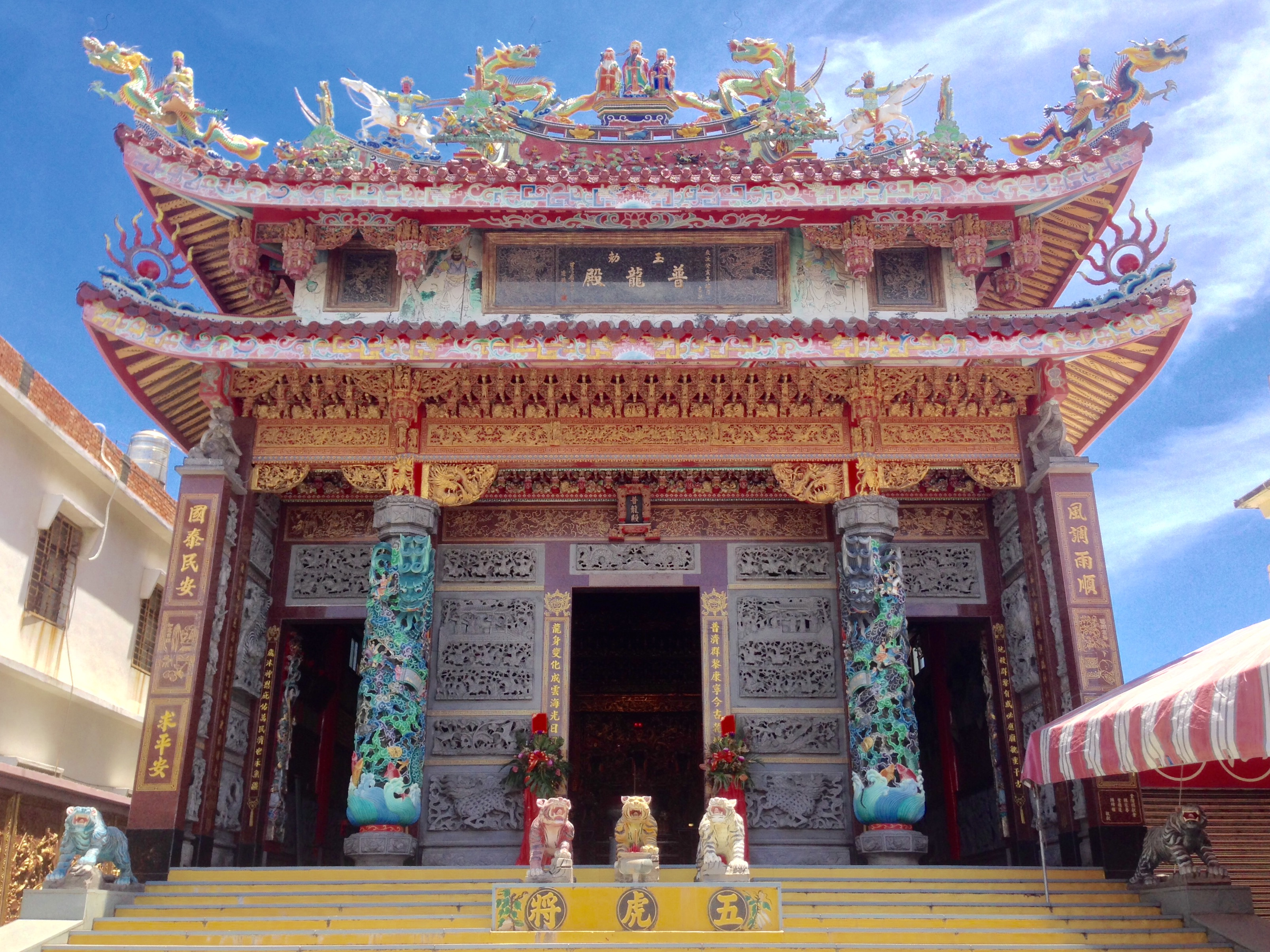
放索普竜殿

林邊郷（リンビエン/りんべん/りんぺん-きょう）は台湾屏東県の郷。レンブの生産が盛んである。

## 地理
林邊郷は屏東県西部沿海に位置し、北は南州郷と、東は佳冬郷と、西北は東港鎮と、東北は新埤郷とそれぞれ接し、西南は台湾海峡に面している。国道3号 フォルモサ高速道路の終点地となっている（厳密には大鵬湾インターである）。

屏東平原に位置し、林邊溪及びその支流の沖積により形成され、平坦な地勢となっている。地下水の過剰利用により深刻な地盤沈下問題を抱え、郷内の1/3が海抜0m以下となっており、洪水被害、潮害被害が深刻である。

## 歴史
林邊郷は古くは平埔族放索社の居住地であり、旧名を「林仔辺」と称した。乾隆頃、樹木が群生しており、漢人が入植した際に「林仔辺」と命名したことに由来する。1920年の台湾地方改制の際、「林邊」と改名され「林邊庄」が設けられ、高雄州東港郡の管轄とされた。戦後は屏東県林邊郷と改編され、1951年に渓州地区が南州郷と分割され現在に至っている。

## 行政区
| 村                                                                             |
| ------------------------------------------------------------------------------ |
| 林辺村、光林村、仁和村、中林村、永楽村、田厝村、崎峰村、水利村、鎮安村、竹林村 |

## 歴代郷長
| 代 | 氏名 | 着任日 | 退任日 |
| -- | ---- | ------ | ------ |

## 教育

### 国民中学
- 屏東県立林邊国民中学

### 国民小学
- 屏東県立林邊国民小学
- 屏東県立仁和国民小学
- 屏東県立竹林国民小学
- 屏東県立水利国民小学
- 屏東県立崎峰国民小学

## 交通
| 種別 | 路線名称                   | その他          |
| ---- | -------------------------- | --------------- |
| 鉄道 | 屏東線                     | 鎮安駅 林辺駅   |
| 国道 | 国道3号 フォルモサ高速道路 | 林邊IC 大鵬湾IC |
| 省道 | 台17線                     |                 |

## 観光
- 忠福宮
- 慈済宮
- 金良記古厝
- 林辺鄭家古厝（福記古厝）
- 親林公園
- 林辺官埔北玄宮
- 水源地高圧給水塔